# 1273 Helma
1273 Helma (1932 PF) là một tiểu hành tinh vành đai chính được phát hiện ngày 8 tháng 8 năm 1932 bởi Karl Wilhelm Reinmuth ở Heidelberg.